# C17H18O4
化学式C17H18O4（摩尔质量：286.327 g/mol）可能指：
- 双酚酸（英语：Diphenolic acid），CAS号：126-00-1
- 龙血素A，CAS号：119425-89-7
- 脱碳木脂素，CAS号：7288-11-1
- (-)-阔叶黄檀酚，CAS号：10154-42-4
- 7-O-甲基维斯体素（7-O-甲基驴食草酚），CAS号：20879-02-1
- 香杨梅酮G，CAS号：83247-38-5
- 柳杉树脂酚，CAS号：2141-07-3

|  | 这个同类索引页列出了具有相同分子式的化学物（即同分異構體）条目。 除非您是有意链接至本页，否则应将相应条目的内部链接指向正确的条目。 |